# Astéroïdes troyens d'Uranus
Un astéroïde troyen d'Uranus est un astéroïde dont l'orbite héliocentrique est en résonance de moyen mouvement 1:1 avec celle de la planète Uranus, et qui est situé aux alentours d'un des deux points stables de Lagrange (L4 ou L5) du couple Soleil-Uranus, c'est-à-dire qu'ils sont situés à 60° en avance ou en retard sur Uranus.
Au 23 mai 2019, le Centre des planètes mineures ne recense qu'un troyen d'Uranus : 2011 QF99, situé autour du point L4. Cet objet distant est classé parmi les centaures par le Jet Propulsion Laboratory. Son diamètre est relativement petit, 60 kilomètres environ, et il est prévu qu'il "suive" Uranus tout au plus un million d'années, avant de quitter son orbite, qualifiée d'instable.
(472651) 2015 DB216 pourrait être un troyen d'Uranus.